# 葛下郡
葛下郡为奈良縣過去轄下的一個郡，已於1897年4月1日與廣瀨郡合併為北葛城郡。
在1880年實施郡區町村編制法時的轄區包括現在的香芝市、上牧町、王寺町全部地區、葛城市的大部分區域、大和高田市北半部區域。

## 歷史
在令制國時代屬於大和國，過去和葛上郡一同被稱為葛城。10世紀時依據和名類聚抄，其下設有神戶鄉、山直鄉、高額鄉、賀美鄉、蓼田鄉、品治鄉、當麻鄉。
江戶時代南部大部分區域多為幕府的直轄領地，北部則多為郡山藩的領地，另有小部分區域屬於旗本、壬生藩、櫛羅藩或高取藩的領地。
19世紀明治維新後，原屬奈良奉行管轄的幕府直屬領及旗本領地改隸屬新政府設立的奈良縣，其他區域在1871年實施廢藩置縣後分別隸屬郡山縣、壬生縣、櫛羅縣、高取縣，但在同一年的府縣整併中，全數被併入奈良縣；1876年的第二次府縣整併中，奈良縣遭到廢除，改隸屬堺縣管轄，不過到了1881年又因堺縣被廢除改隸屬大阪府，直到1887年重新設立了奈良縣，才恢復隸屬奈良縣轄下。
在1880年實施郡區町村編制法時，正式的設置了近代的行政區劃「葛下郡」，並在葛上郡的御所町（位於現在的御所市）設置「御所郡役所」，由於郡役所同時也負責管轄周邊的高市郡和忍海郡，因此後來又改稱為「高市葛上葛下忍海郡役所」。

### 沿革

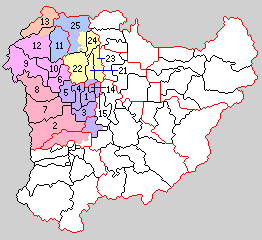
1889年葛下郡轄下的行政區劃：
1.高田町、2.新庄村、3.浮孔村、4.磐園村、5.陵西村、6.五位堂村、7.磐城村、8.當麻村、9.二上村、10.下田村、11.上牧村、12.志都美村、13.王寺村、14.土庫村、15.松塚村
（紫色：現屬大和高田市、桃色：現屬香芝市、紅色：現屬葛城市、橙色：現屬王寺町、青色：未曾參與合併、21 - 25屬廣瀨郡）

- 1889年4月1日：實施町村制，葛下郡下設：高田町、新村、浮孔村（日语：浮孔村）、磐園村（日语：磐園村）、陵西村（日语：陵西村）、五位堂村（日语：五位堂村）、磐城村（日语：磐城村）、當麻村、二上村（日语：二上村 (奈良県)）、下田村（日语：下田村 (奈良県)）、上牧村、志都美村（日语：志都美村）、王寺村、土庫村（日语：土庫村）、松塚村（日语：松塚村 (奈良県)）。（1町14村）
- 1897年4月1日：實施郡制（日语：郡制），同時與廣瀨郡合併為北葛城郡。